# Codi ATC M02
El  codi ATC M02, descrit com Productes tòpics per al dolor articular i muscular, és una subgrup terapèutic de l'Anatomical, Therapeutic, Chemical Classification System (ATC). La classificació ATC és un sistema de codis alfanumèric desenvolupat per l'Organització Mundial de la Salut (OMS) per als fàrmacs i altres productes sanitaris. El subgrup M02 és part del grup anatòmic M Sistema musculoesquelètic.

Els codis per a ús veterinari (codis ATCvet) poden han estat creats afegint la lletra Q davant dels codis ATC humans: QM02... 
Les adaptacions estatals de la classificació ATC poden incloure codis addicionals no presents en aquesta llista, que segueix la versió de l'OMS.

## M02A Productes tòpics per al dolor articular i muscular
M02A A Preparats amb antiinflamatoris no esteroïdeus per a ús tòpic
M02A B Preparats amb Capsicum i agents similars
M02A C Preparats amb àcid salicílic i derivats
M02A X Altres productes tòpics per al dolor muscular i articular